# Ahmet Arı
Ahmet Arı (* 13. Januar 1989 in Batman) ist ein türkischer Fußballspieler.

## Karriere

### Verein
Ahmet Arı begann mit dem Vereinsfußball mit vierzehn Jahren in der Jugend seines Heimatvereins Batman Petrolspor. Im Winter 2005 erhielt er von seinem Verein einen Profi-Vertrag, wurde in den Kader der Reservemannschaft aufgenommen und spielte drei Jahre lang ausschließlich für diese. Ab der Saison 2006/07 bekam er die Möglichkeit, auch bei der Profi-Mannschaft mitzutrainieren. Er wurde in der Spielzeit 2006/07 Torschützenkönig der Liga der Reservemannschaften. In einigen Profi-Spielen wurde er sogar als Reservespieler in den Mannschaftskader übernommen und regelmäßig eingewechselt.
Um ihm Spielpraxis in einer Profi-Liga zu ermöglichen, lieh man ihn in der Winterpause der Saison 2007/08 an den Zweitligisten Gaziantep Büyükşehir Belediyespor aus. Hier wurde er auf Anhieb Stammspieler und kam auf 13 Ligaeinsätze.
In der Saison 2008/09 kehrte er zu Gaziantepspor zurück und spielte zwei Spielzeiten lang ausschließlich für das Profi-Team. Gaziantepspor einigte sich zur neuen Spielzeit 2010/11 mit dem Trainer Tolunay Kafkas. Dieser setzte Arı sporadisch im Profi-Team ein und ließ ihn meistens für die Reservemannschaft auflaufen. Daraufhin äußerte Arı den Wunsch, den Verein verlassen zu wollen.
Bursaspor hatte ein ähnliches Problem mit seinem Spieler Muhammet Demir. Daraufhin wurden beide Spieler gegeneinander getauscht. Bei Bursaspor gelang ihm bisher der Durchbruch nicht und er hat die Rolle eines Reservespielers inne.
Zur Saison 2012/13 wurde er zusammen mit seinem Mannschaftskollegen Mehmet Sak an den Zweitligisten Samsunspor ausgeliehen.
Eine Saison später wechselte Arı zusammen mit seinem Mannschaftskollegen Barış Örücü aus Bursaspor nach Denizlispor. Beide unterschrieben für zwei Jahre. Doch bereits in der Winterpause verließ Arı den Verein in Richtung Karşıyaka SK. Obwohl er ein Angebot vom Erstligisten MP Antalyaspor erhalten hatte, entschied er sich für den Zweitligisten Karşıyaka SK. Dort trainiert er unter Yusuf Şimşek, den er bereits von Denizlispor kannte.
Zur Saison 2015/16 wechselte er zum Ligakonkurrenten Şanlıurfaspor. Nach einer halben Saison zog er zum Zweitligisten Altınordu Izmir weiter. In der Sommertransferperiode wechselte er innerhalb der Stadt Izmir zum Drittligisten Menemen Belediyespor. In den nachfolgenden Jahren folgten Stationen bei Sivas Belediyespor, Bayrampaşaspor, Tokatspor, Diyarbekirspor und Mardin Fosfatspor. Seit Februar 2021 steht Arı bei Ceyhanspor unter Vertrag.

### Nationalmannschaft
Arı fing früh an, für die türkischen Juniorennationalmannschaften aufzulaufen. Er durchlief über die Jahre die meisten Juniorennationalmannschaften.